# 王河镇 (剑阁县)
王河镇，是中华人民共和国四川省广元市剑阁县下辖的一个乡镇级行政单位。2020年5月，撤销公店乡、柘坝乡，将其行政区域划归王河镇管辖。

## 行政区划
王河镇下辖以下地区：
华阳社区、鲁垭村、群力村、小仓村、南华村、蜀柏村、弹垭村、平乐村、新电村、龙凤村、林茂村、公店村、深垭村、柘坝村、林山村、荣光村